# مبرهنة الوتر الثابت

طول الوتر في الشكل ثابت: مهما كان موضع النقطة.

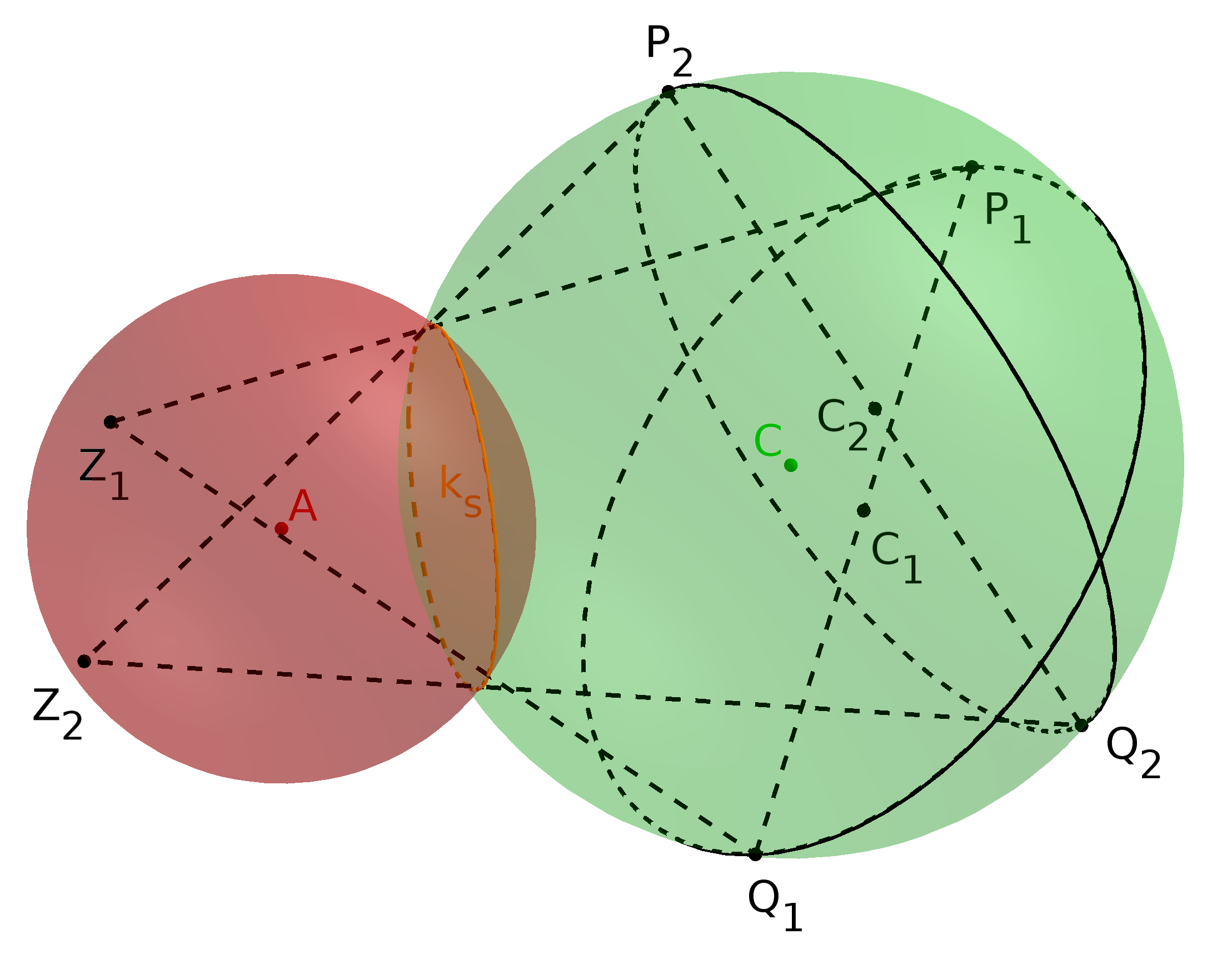
طول القطر الثابت:

مبرهنة الوتر الثابت هي عبارة في الهندسة الإقليدية حول الأوتار المتعلقة بدائرتين متقاطعتين.
تنص المبرهنة أنه إذا كانت الدوائر {\displaystyle k_{1}} و {\displaystyle k_{2}} تتقاطع في النقاط {\displaystyle P} و{\displaystyle Q} . {\displaystyle Z_{1}} هي نقطة اختيارية على {\displaystyle k_{1}} تختلف عن {\displaystyle P} و {\displaystyle Q} . وإذا كانت الخطوط {\displaystyle Z_{1}P} و {\displaystyle Z_{1}Q} تتقاطع مع الدائرة {\displaystyle k_{2}} في {\displaystyle P_{1}} و {\displaystyle Q_{1}} . فإنّ طول الوتر {\displaystyle P_{1}Q_{1}} في {\displaystyle k_{2}} لا يعتمد على موقع {\displaystyle Z_{1}} على {\displaystyle k_{1}}، بمعنى أنه ثابت.
تظل المبرهنة صالحةً عند {\displaystyle Z_{1}} انطباق مع {\displaystyle P} أو {\displaystyle Q} ، شرط أن يحل الخط المماس عند {\displaystyle Z_{1}} محل الخط غير المُعرّف آنذاك {\displaystyle Z_{1}P} أو {\displaystyle Z_{1}Q}
ثمّة مبرهنة مماثلة في البعد الثالث تنطبق على تقاطع اثنين من الكرات. تنص على أنه إذا كانت الكرات {\displaystyle k_{1}} و {\displaystyle k_{2}} تتقاطع في الدائرة {\displaystyle k_{s}} . و{\displaystyle Z_{1}} هي نقطة عشوائية على سطح الكرة الأولى {\displaystyle k_{1}}، وليست على دائرة التقاطع {\displaystyle k_{s}}. فإنّ المخروط الممتد الذي أنشئ بواسطة {\displaystyle k_{s}} و {\displaystyle Z_{1}} يتقاطع مع الكرة الثانية {\displaystyle k_{2}} في دائرة طول قطرها، أي أنه لا يعتمد على موقع {\displaystyle Z_{1}} على {\displaystyle k_{1}} .

## روابط خارجية
- نظرية الوتر الثابت كمشكلة في cut-the-knot.org